# Karmen Stavec

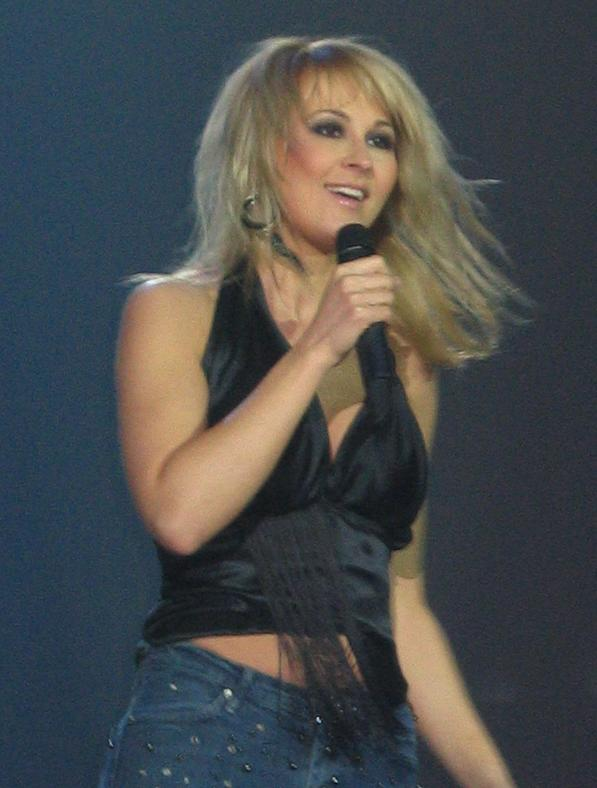
Karmen Stavec

Karmen Stavec (Berlijn, 21 december 1973) is een Sloveens muzikante en popzangeres. 
Karmen werd geboren in West-Berlijn in het toenmalige West-Duitsland uit Sloveense ouders. Nadat ze afstudeerde kwam ze naar Domžale, Slovenië, waar ze het dance-duo "4 Fun" vormde. Ze begon ook met een studie Duits aan de Filosofische Faculteit aan de Universiteit van Ljubljana. In 1998 begon ze een solocarrière.
Drie maal deed ze mee aan EMA, de Sloveense nationale finale voor het Eurovisiesongfestival: in 2001, 2002 en 2003. 
In 2002 werd ze tweede op EMA achter het travestietentrio Sestre, hoewel de televisiekijkers haar als winnares aanwezen. In 2003 won ze wel en mocht Slovenië vertegenwoordigen op het Eurovisiesongfestival, waar ze het Engelstalige "Na na na" naar een drieëntwintigste plaats zong. Er was ook een Sloveense versie van, getiteld "Lep poletni dan" (een fijne zomerdag). Na het festival kwam ze aan op het vliegveld van Ljubljana en zei: "We weten niet waar het is misgegaan. De directrice van het festival zei dat we het meest professionele team waren". Stavec had wel een troostprijs, haar liedje was de grootste hit van dat jaar in haar thuisland.
1993: 1X Band · 
1995: Darja Švajger · 
1996: Regina · 
1997: Tanja Ribič · 
1998: Vili Resnik · 
1999: Darja Švajger · 
2001: Nuša Derenda · 
2002: Sestre · 
2003: Karmen Stavec · 
2004: Platin · 
2005: Omar Naber · 
2006: Anžej Dežan · 
2007: Alenka Gotar · 
2008: Rebeka Dremelj · 
2009: Quartissimo feat. Martina · 
2010: Ansambel Žlindre & Kalamari · 
2011: Maja Keuc · 
2012: Eva Boto · 
2013: Hannah Mancini · 
2014: Tinkara Kovač · 
2015: Maraaya · 
2016: ManuElla · 
2017: Omar Naber · 
2018: Lea Sirk · 
2019: Zala Kralj & Gašper Šantl · 
2021: Ana Soklič · 
2022: LPS · 
2023: Joker Out · 
2024: Raiven · 
2025: Klemen
- International Standard Name Identifier: 0000 0001 3136 1798
- MusicBrainz: 7b8792b9-5125-436b-9aa1-7cfc9ea81e73
- Virtual International Authority File: 8676161938139339870004